# Deilephila hibernica
Deilephila hibernica är en fjärilsart som beskrevs av Tutt 1904. Deilephila hibernica ingår i släktet Deilephila och familjen svärmare. Inga underarter finns listade i Catalogue of Life.